# Buddinni, Devadurga
Buddinni là một làng thuộc tehsil Devadurga, huyện Raichur, bang Karnataka, Ấn Độ.